# Tipula hypopygialis
Tipula hypopygialis är en tvåvingeart som beskrevs av Alexander 1924. Tipula hypopygialis ingår i släktet Tipula och familjen storharkrankar. Inga underarter finns listade i Catalogue of Life.